# Leucophora hangzhouensis
Leucophora hangzhouensis este o specie de muște din genul Leucophora, familia Anthomyiidae, descrisă de Fan în anul 1988. Conform Catalogue of Life specia Leucophora hangzhouensis nu are subspecii cunoscute.